# Варзеа (Параиба)
Варзеа (порт. Várzea) — муниципалитет в Бразилии, входит в штат Параиба. Составная часть мезорегиона Борборема. Входит в экономико-статистический микрорегион Серидо-Осидентал-Параибану. 
Население составляет 2000 человек на 2007 год. Занимает площадь 190,444 км². Плотность населения — 10,1 чел./км².

## Статистика
- Валовой внутренний продукт на 2003 год составляет 5 292 754,00 реалов (данные: Бразильский институт географии и статистики).
- Валовой внутренний продукт на душу населения на 2003 год составляет 2663,69 реалов (данные: Бразильский институт географии и статистики).
- Индекс развития человеческого потенциала на 2000 год составляет 0,697 (данные: Программа развития ООН).